# Клод дьо Валоа
Клод дьо Валоа или Клод Френска (на френски: Claude Valois; * 12 ноември 1547, дворец Фонтенбло, Франция; † 21 февруари 1575, Нанси, Лотарингия) е френска принцеса и херцогиня на Лотарингия.

## Живот
Тя е втора дъщеря на френския крал Анри II и Катерина де Медичи. Израства заедно със сестра си Елизабет дьо Валоа, бъдеща кралица на Испания, и със снаха си, Мария Стюарт, бъдеща кралица на Шотландия.
На 19 януари 1559 г. Клод е омъжена за Шарл III, херцог на Лотарингия.
Клод е любимата дъщеря на Катерина де Медичи. От нея Клод наследява неприятната си гърбица и плоските си стъпала. Често херцогинята напуска Нанси, столицата на Горна Лотарингия, за да гостува на майка си, а и самата Катерина де Медичи обича да посещава дъщеря си в Лотарингия. Противно на желанието на Катерина обаче Клод прави опит да предупреди сестра си, Маргьорит дьо Валоа, за опасността, на която е бил изложен животът ѝ като съпруга на хугенота Анри IV дьо Навар в предстоящото през Вартоломеева нощ клане над протестантите в Париж.
Клод Френска умира по време на раждане на 21 февруари 1575 г. в Нанси, Горна Лотарингия.
- Клод дьо Валоа
- Клод със съпруга си Шарл

## Деца
Клод и Шарл имат девет деца:
- Анри II Добрия (* 8 ноември 1563, † 31 юли 1624), 5-и херцог на Лотарингия (1608 – 1624), женен от 30 януари 1599 за Катерина Бурбонска
- Кристина Лотарингска (* 16 август 1565, † 19 декември 1636), омъжена на 8 декември 1588 за Фердинандо I де Медичи (1549 – 1609), велик херцог на Тоскана
- Шарл Лотарингски (* 1 юли 1567, † 24 ноември 1607), епископ на Мец (1578 – 1607) и Страсбург (1604 – 1607), кардинал
- Антоанета Лотарингска (* 1568, † 1610), омъжена на 20 юни 1599 за херцог Йохан Вилхелм (1562 – 1609) от Юлих-Клеве-Берг
- Анна (* 1569, † 1676)
- Франсоа II (* 27 февруари 1572, † 14 октомври 1632), граф на Водемон и 5 дни херцог на Лотарингия (1625), женен от 1597 за Кристина от Салм
- Катарина Лотарингска (1573 – 1648), абатеса на Ремирмон
- Елизабета Рената Лотарингска (* 9 октомври 1574, † 4 януари 1635), омъжена на 6 февруари 1595 за Максимилиан I (1573 – 1651), курфюрст на Бавария
- Клод (Клавдия) (* 1575, † 1576)

- Портрети на децата
- Кристина Лотарингска,
дъщеря
- Шарл Лотарингски,
син
- Антоанета Лотарингска,
 дъщеря
- Елизабета Рената Лотарингска,
 дъщеря